# 滋賀県道331号湖北長浜線
滋賀県道331号湖北長浜線（しがけんどう331ごう こほくながはません）は、滋賀県長浜市を通る一般県道である。

## 概要
長浜市湖北町尾上から長浜市公園町に至る。
通称は湖周道路（さざなみ街道。一般的には湖岸道路）の一部を形成する

### 路線データ
- 起点：長浜市湖北町尾上（尾上交差点、滋賀県道44号木之本長浜線交点）
- 終点：長浜市公園町（公園町交差点、滋賀県道2号大津能登川長浜線交点）
- 総延長：12.0 km

## 路線状況

### 通称
- 湖周道路（湖岸道路＝さざなみ街道）

### 道路施設

#### 橋梁
- 余呉川大橋（余呉川、長浜市）
- 丁野木川大橋（丁野木川、長浜市）
- 田川大橋（田川、長浜市）
- 姉川大橋（姉川、長浜市）

#### 道の駅
- 湖北みずどりステーション（長浜市）

## 地理

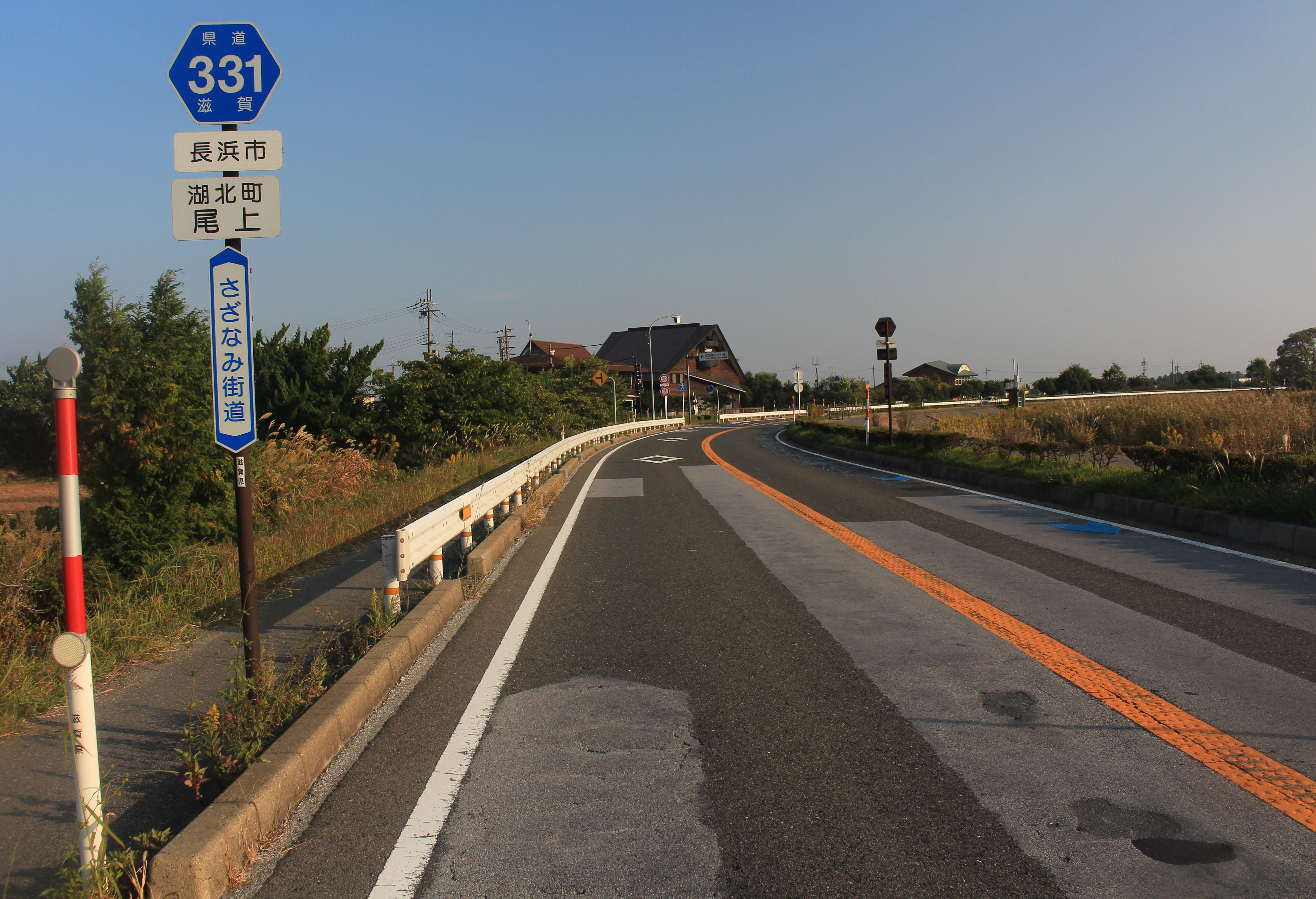
北側から見た滋賀県道331号湖北長浜線、（通称 さざなみ街道）右側が琵琶湖畔、左奥に湖北野鳥センター、滋賀県長浜市湖北町尾上

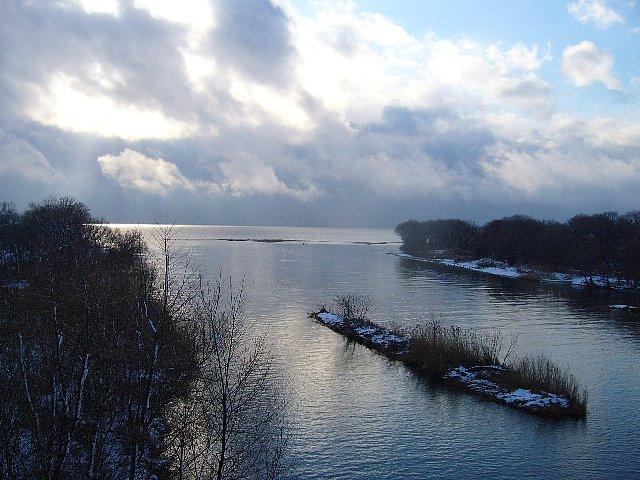
姉川大橋から姉川河口・琵琶湖を望む

### 通過する自治体
- 長浜市

### 交差する道路
| 交差する道路                                         | 交差する場所 | 交差する場所                           |
| ---------------------------------------------------- | ------------ | -------------------------------------- |
| 滋賀県道44号木之本長浜線                             | 湖北町尾上   | 尾上交差点 / 起点                      |
| 滋賀県道255号早崎湖北線                              | 早崎町       |                                        |
| 滋賀県道252号南浜山本高月線                          | 南浜町       | 南浜交差点                             |
| 滋賀県道251号祇園八幡中山線                          | 祇園町       | 湖岸相撲町（こがんすまいちょう）交差点 |
| 滋賀県道2号大津能登川長浜線 / 湖岸道路＝さざなみ街道 | 公園町       | 公園町交差点 / 終点                    |

### 沿線
- 琵琶湖
- 尾上温泉
- 湖北野鳥センター
- 琵琶湖水鳥湿地センター
- 竹生島神社辺津宮
- スポーツの森
- カネボウ繊維長浜工場
- 豊公園
- 長浜城歴史博物館
- 長浜城